# St. Michael (Niederrotweil)

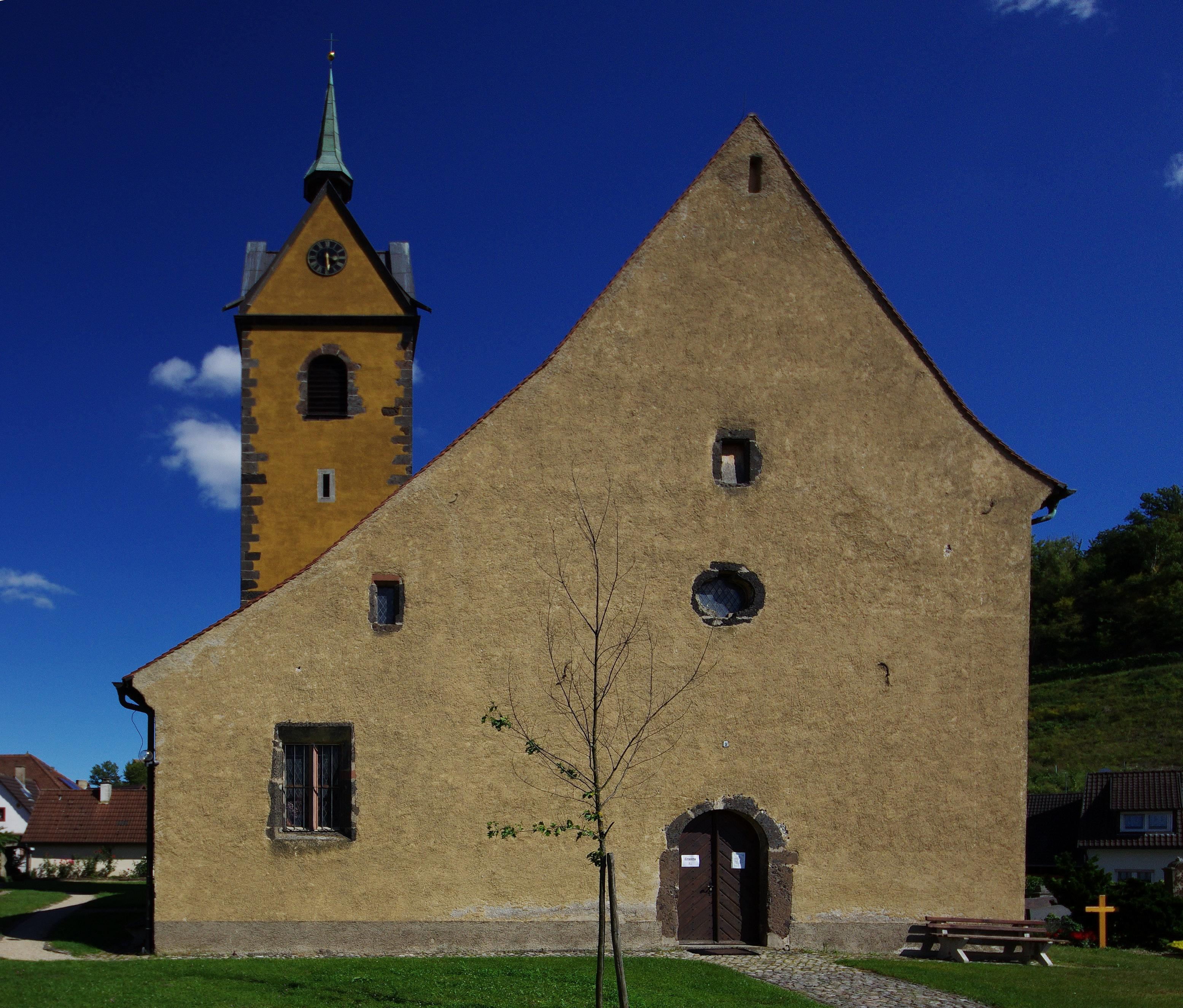
St. Michael, Niederrotweil

St. Michael ist eine römisch-katholische Filialkirche in Niederrotweil, einem Ortsteil von Vogtsburg im Kaiserstuhl in Südbaden. Sie ist die älteste Kirche des Breisgaus mit der ältesten Orgel des Breisgaus aus dem Jahre 1759. Das Patrozinium der Kirche ist St. Michael. Sie gehört als Filialkirche der Pfarrkirche von Oberrotweil zur Seelsorgeeinheit Vogtsburg im Dekanat Breisach-Neuenburg der Erzdiözese Freiburg.
Die überregionale Bedeutung der Kirche beruht auf ihrem geschnitzten Hochaltar, einem Meisterwerk der oberrheinischen Spätgotik vom Meister HL.
Die Kirche fällt durch ihre wehrhafte Anlage im Gebäude selbst und die Kirchhofmauer auf, auch ihre geschützte Lage in einer ehemaligen Rheinschleife und den Bergen zeigt deutlich, dass sie auch als Zuflucht für die Bevölkerung gedacht war.

## Geschichte

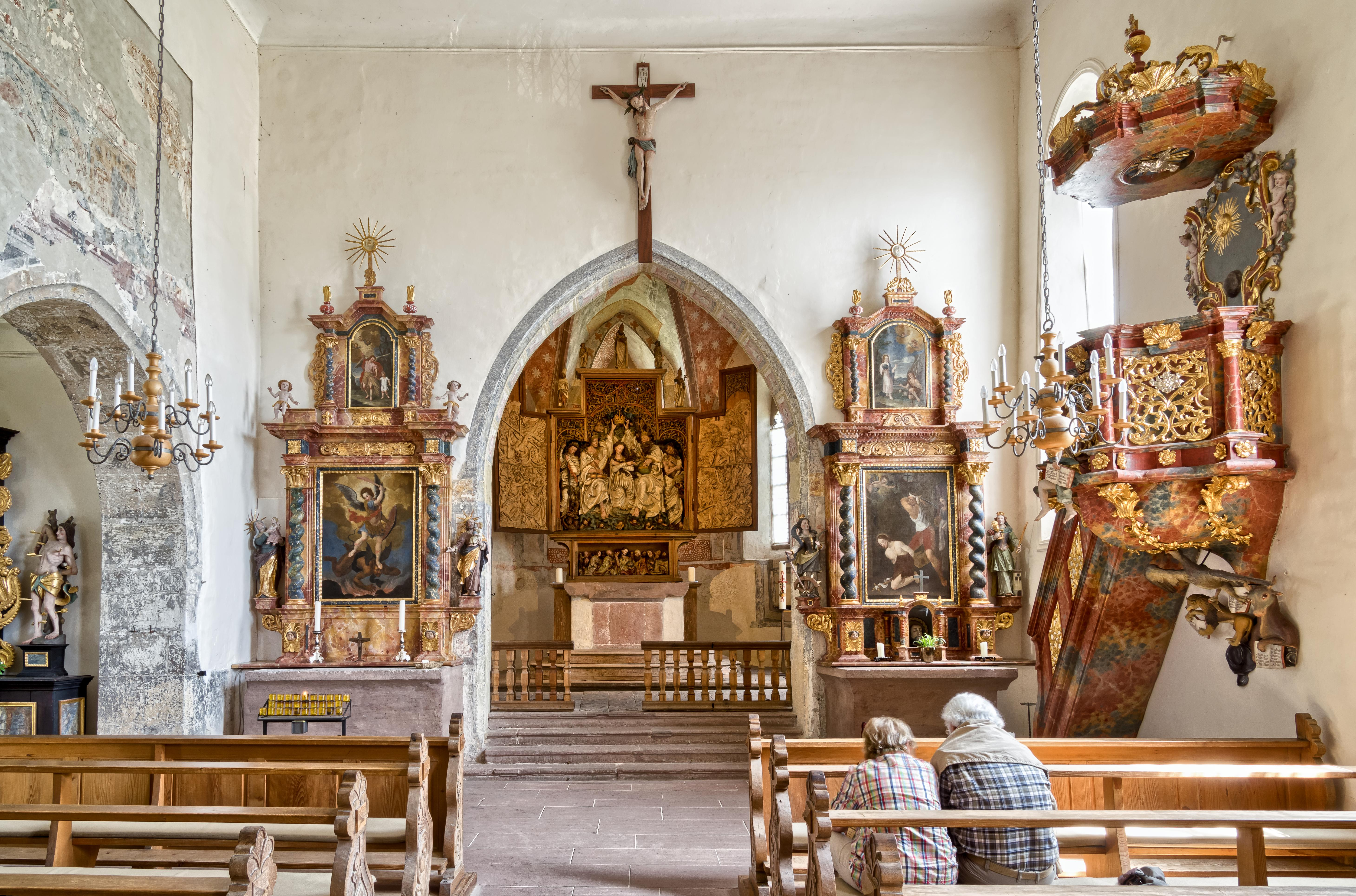
Blick zum Chor und Altar

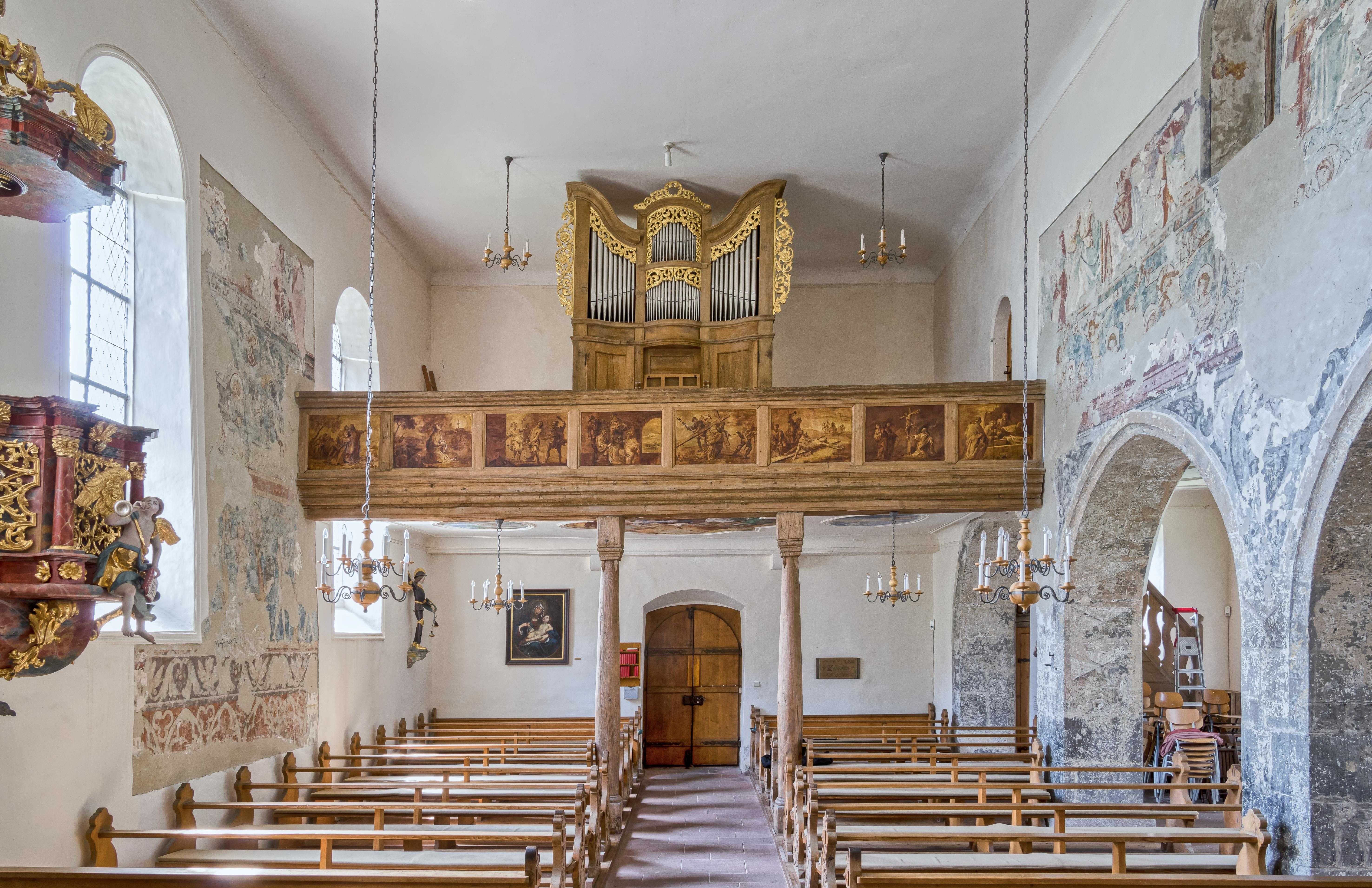
Blick zur Orgel und zum Haupteingang

Die erste urkundliche Erwähnung der frühromanischen Kirche stammt aus dem Jahre 1175, dies stimmt auch mit neueren Untersuchungen der alten Bausubstanz überein. Durch Urkunden ist belegt, dass die Pfarrei in Niederrotweil enge Kontakte zum Kloster St. Blasien im Schwarzwald hatte. Im Jahre 1350 gingen entscheidende Teile des Zehnts und das Patronatsrecht an das Kloster über. Dieser Übergang an das Kloster spiegelt sich auch in der gotischen Umgestaltung der Kirche um 1350 wider. 1632 brannte während des Dreißigjährigen Krieges der Glockenturm, 1668 wurden die Glocken neu gegossen und 1688 zur St.-Nikolaus-Kirche in Oberrotweil verbracht. Im Jahre 1680 kaufte der Bürgermeister von Breisach Johann Jakob von Dischinger den sogenannten Zehnthof und die Verbindungen zu St. Blasien ließen nach. Ab 1702 wurde die Kirche durch den Pfarrer Nikolaus Wilhelm im barocken Stil umgebaut. 1712 wurde eine Glocke neu beschafft, die 1714 durch eine Magdalena- und Apollinarisglocke ergänzt wurde. 1722 wurde der Glockenturm neu aufgebaut und mit drei neuen Glocken von J.H. Weitenauer aus Basel ausgestattet. 1729 wurde die Kirche in größerem Maße umgebaut und barockisiert.
1818 bestand die Gefahr, dass die Kirche abgebrochen wird. Durch eine Verfügung des Großherzoglichen badischen Innenministeriums durfte die Kirche als Filialkirche oder Gottesackerkapelle weiter bestehen. Im selben Jahr stürzte das Chordach ein und wurde zusammen mit den anderen Dächern repariert. Im Jahr 1833 wurde sie wieder Pfarrkirche, da die St. Nikolauskirche in Oberrotweil wegen Einsturzgefahr abgerissen werden musste. Die Wandmalereien wurden 1908 wiederentdeckt. Da der Choraltar stark verwurmt war, sollte er 1917 durch den Stiftungsrat an ein Museum verkauft werden, allerdings wurde er von 1918 bis 1920 mit Mitteln des Badischen Kultusministeriums restauriert. 1922 erhielt das Langhaus eine neue Putzdecke, wobei die Barockgemälde und die Stuckrahmen nicht wieder hergestellt wurden. 1932 wurde die Kirche gesperrt, da das Turmdach einzustürzen drohte. 1939 wurde der Altar abgebaut und in Bettmaringen eingelagert, er kam dann 1946 ins Augustinermuseum in Freiburg. 1949 bis 1952 wurden die Malereien im Chor freigelegt und der Altar kehrte in die Kirche zurück. 1960 wurden die Malereien im Langhaus freigelegt und in ihrem Zustand fixiert. 1996 bis 2000 wurden umfangreiche Restaurierungen vorgenommen.
Heute liegt die Kirche an einem Teilstück des Kinzigtäler Jakobswegs von Loßburg über Schutterwald, Rust zur Rheinbrücke in Breisach, wo er an den elsässischen Jakobsweg anschließt.

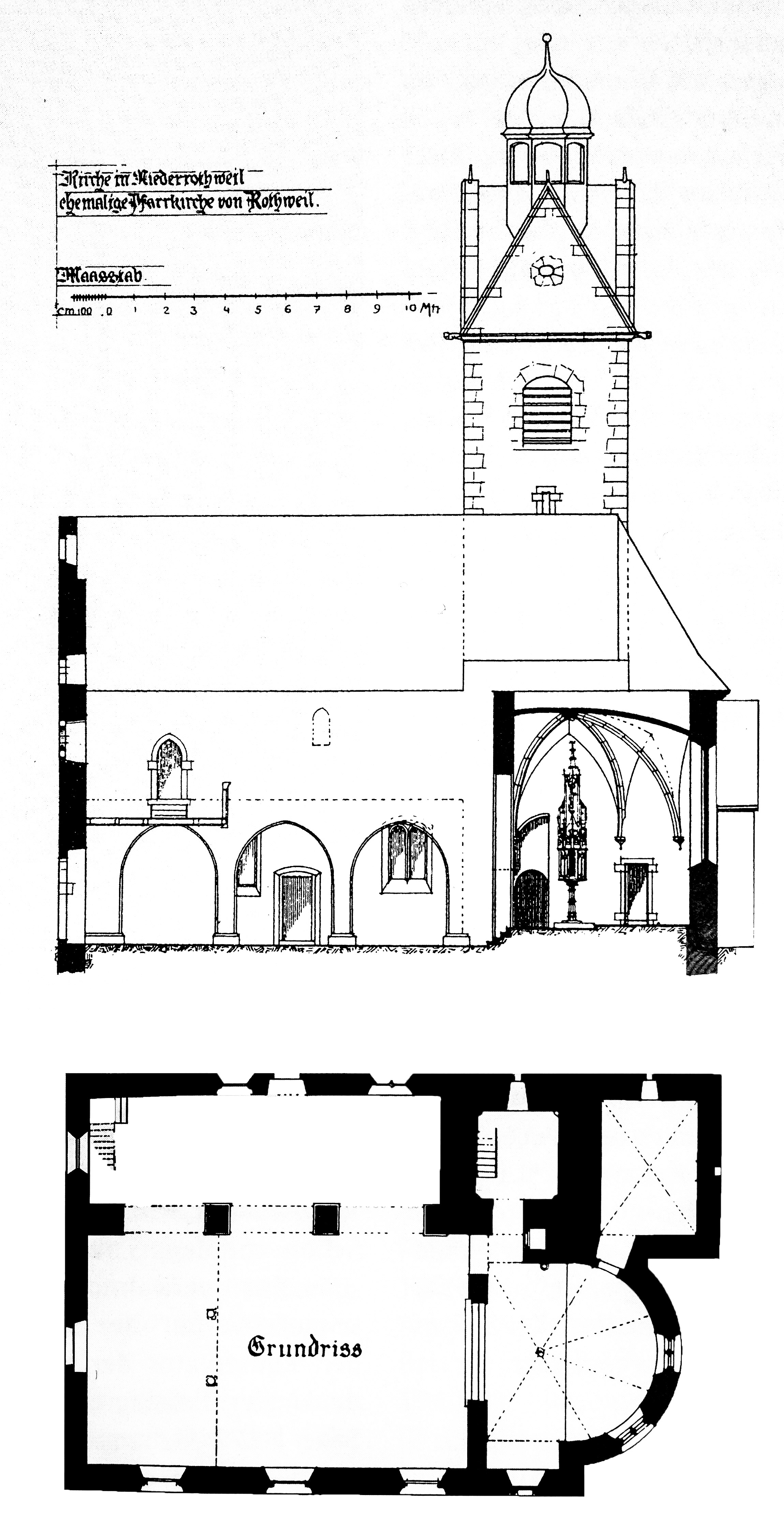
Grundriss

## Baugeschichte
Die Ursprünge der Kirche sind frühromanisch. Dazu gehören die unteren Geschosse des Turmes und der Chor, im Langhaus ist ein frühromanisches Hochfensterchen zu sehen. Aus gotischer Zeit stammt das Kreuzrippengewölbe des Chores. Aus spätgotischer Zeit stammen das Sakramentshäuschen und der Sakristeianbau. 1729 erfolgte die Barockisierung der Kirche mit einem neuen Dachstuhl, Fenstern an der Südseite und Gipsdecken mit Stuckarbeiten, sowie einer neuen Kanzel und Kirchengestühl.

## Ausstattung

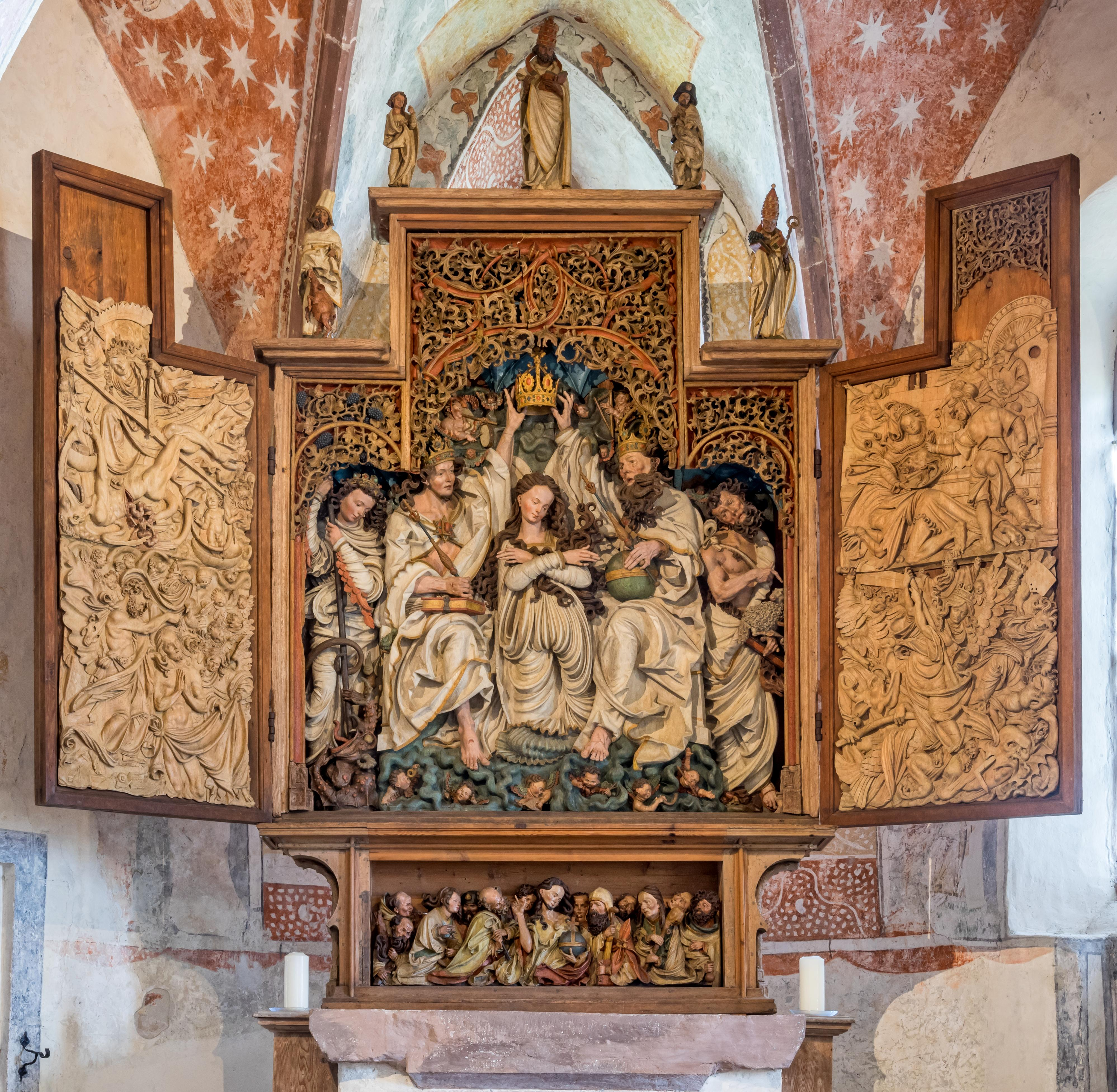
Hochaltar

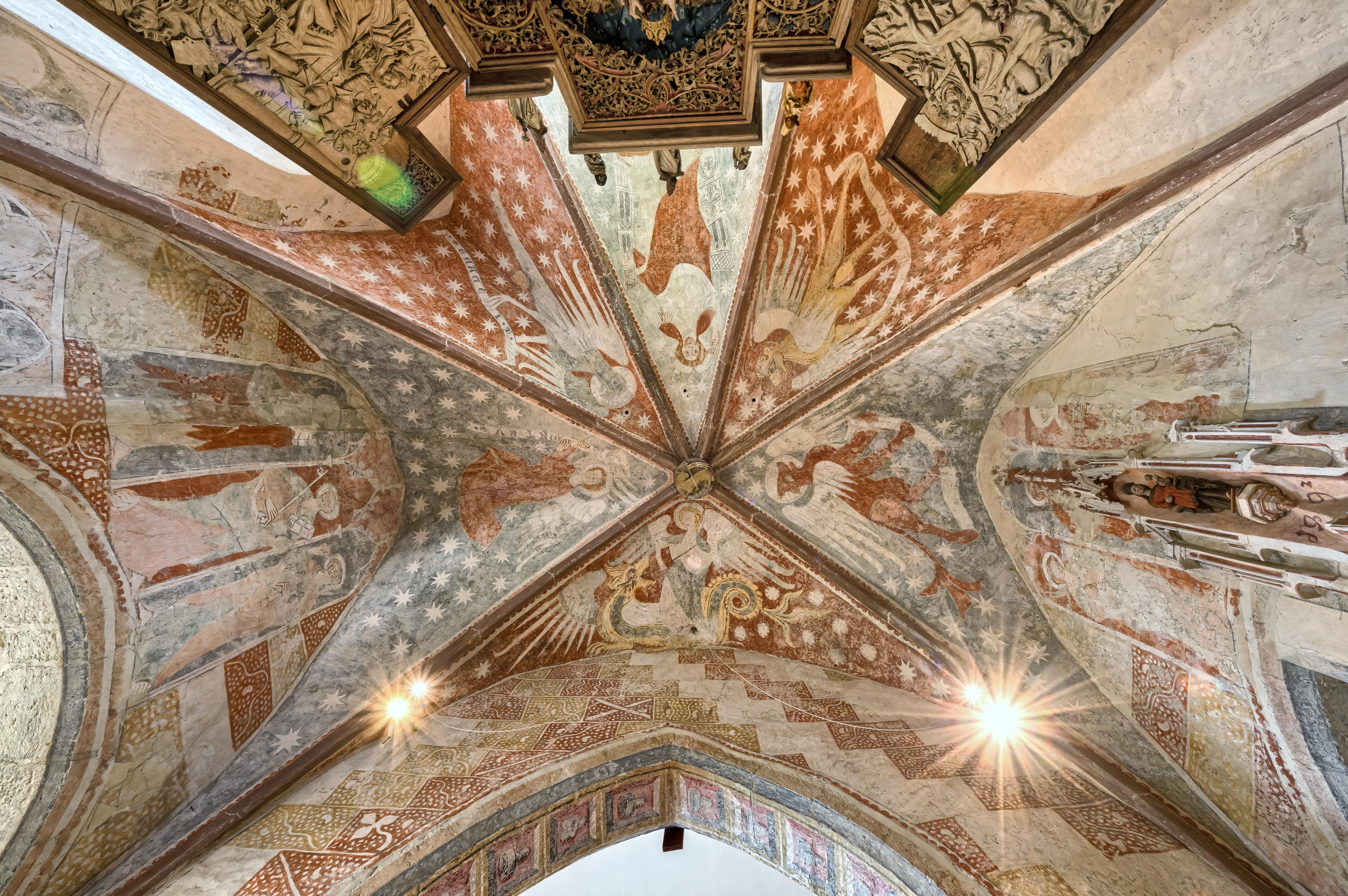
Decke des Chores

Das Prunkstück der Kirche ist der Hochaltar mit der Darstellung der Marienkrönung, der beherrschend im gotischen Chor steht. Es ist ein geschnitzter Altar mit zwei Flügeln. Er wurde um 1525 in barocker Spätgotik vom Meister HL (möglicherweise Hans Loi) ausgeführt, demselben Meister, der auch den Hochaltar im Breisacher Münster schuf. In den Flügeln werden links die Seelwägung am Tage des Jüngsten Gerichts und die Taufe Christi dargestellt und rechts die Enthauptung Johannes des Täufers und der Engelssturz, die Predella zeigt Christus und die Apostel. Die Decke des Chores ist mit Gemälden aus der Mitte des 14. Jahrhunderts ausgestattet, die sechs Gewölbekappen zeigen in der Mitte den thronenden Christus, links und rechts davon die Symbole der vier Evangelisten (Adler für Johannes, Stier für Lukas, Mensch für Matthäus und Löwe für Markus). Im sechsten Feld, welches nach Westen zum Chorbogen zeigt, kämpft der Hl. Michael mit dem Drachen.
Die Gemälde an den Wänden des Hauptschiffes sind aus derselben Zeit, aber leider stark beschädigt. Es sind Apostelgruppen dargestellt, von denen Petrus und Paulus zu erkennen sind, sowie das Stifterwappen an der Nordwand. Das Sakramentshaus wurde 1492 wie im Mittelalter üblich an der Nordseite des Chores aufgestellt. Es ist aus spätgotischer Keramik hergestellt, wobei die Einzelstücke bis zu 70 cm hoch sind. Die Teile sind über Stuckmörtel verbunden und mit geschmiedeten Ankern in der speziell dafür umgebauten Wandnische befestigt. Das Sakramentshäuschen ragt bis zum Chorgewölbe empor. Es zeigt zwei Wappen, das eine ist das von Vorderösterreich das andere das der Grafen Konrad und Jörg von Tübingen, Herren zu Lichteneck. Die Grafen erhielten 1472 die Pfandherrschaft über Burkheim und stifteten das Sakramentshäuschen.
An der Südseite neben dem Chor befindet sich ein barocker Johannesaltar Die Enthauptung Johannes des Täufers, an der Nordseite neben dem Chor der St.-Michaels-Altar St. Michael im Kampfe mit dem Bösen. An der Westseite ist seit 2001 ein Muttergottesgemälde, welches mit Rothweil 1690 datiert ist, angebracht, welches vermutlich aus der Oberrotweiler St. Nikolaus-Kapelle stammt und von Freifrau Ilka von Gleichenstein im Freiburger Kunsthandel erworben und für die Kirche gestiftet wurde. Ebenfalls an der Westseite ist seit 1986 eine Gedenktafel für den Theologieprofessor Joseph Sauer angebracht, der sich mit hohem Einsatz um die Restaurierung der Kirche und die Erhaltung des Schnitzaltars verdient gemacht hatte. Die Inschrift lautet Professor Dr. Joseph Sauer 1872–1949. Dem Retter der Sankt Michaelskirche und des Schnitzaltars. In Dankbarkeit gewidmet Pfarrgemeinde Oberrotweil. Gefertigt wurde sie durch den Freiburger Münsterwerkmeister und Bildhauer Sepp Jakob. Erzengel Michael in Ritterrüstung als Seelenwäger. Eine frühbarocke Statue ist bäuerlich naiv geschnitzt und stammt vermutlich aus einem früheren St. Michael-Seitenaltar.
Die reich geschmückte Kanzel ist von 1729, geschaffen von Johann Bargör, der zeitweise in Endingen und Riegel tätig war. Ein Parallelstück dazu befindet sich in der ehemaligen Ursulinenkirche in Freiburg.
Im Seitenschiff finden sich ein romanischer Taufstein und ein einfacher Barockbeichtstuhl. Als Kunstgegenstände sind dort eine Rosenkranzmadonna aus dem 17. Jahrhundert, die aus dem ehemaligen Johannes-der-Täufer-Altar stammt, sowie ein spätgotischer kreuzschleppender Christus zusammen mit Simon von Cyrene, das zugehörige Holzkreuz ist auf das Jahr 1822 datiert. An der Ostseite befindet sich der 1707 neu erstellte Apollinarisaltar, wobei das Mittelteil des vorherigen St.-Michael-Altars von 1669 dabei verwendet wurde.

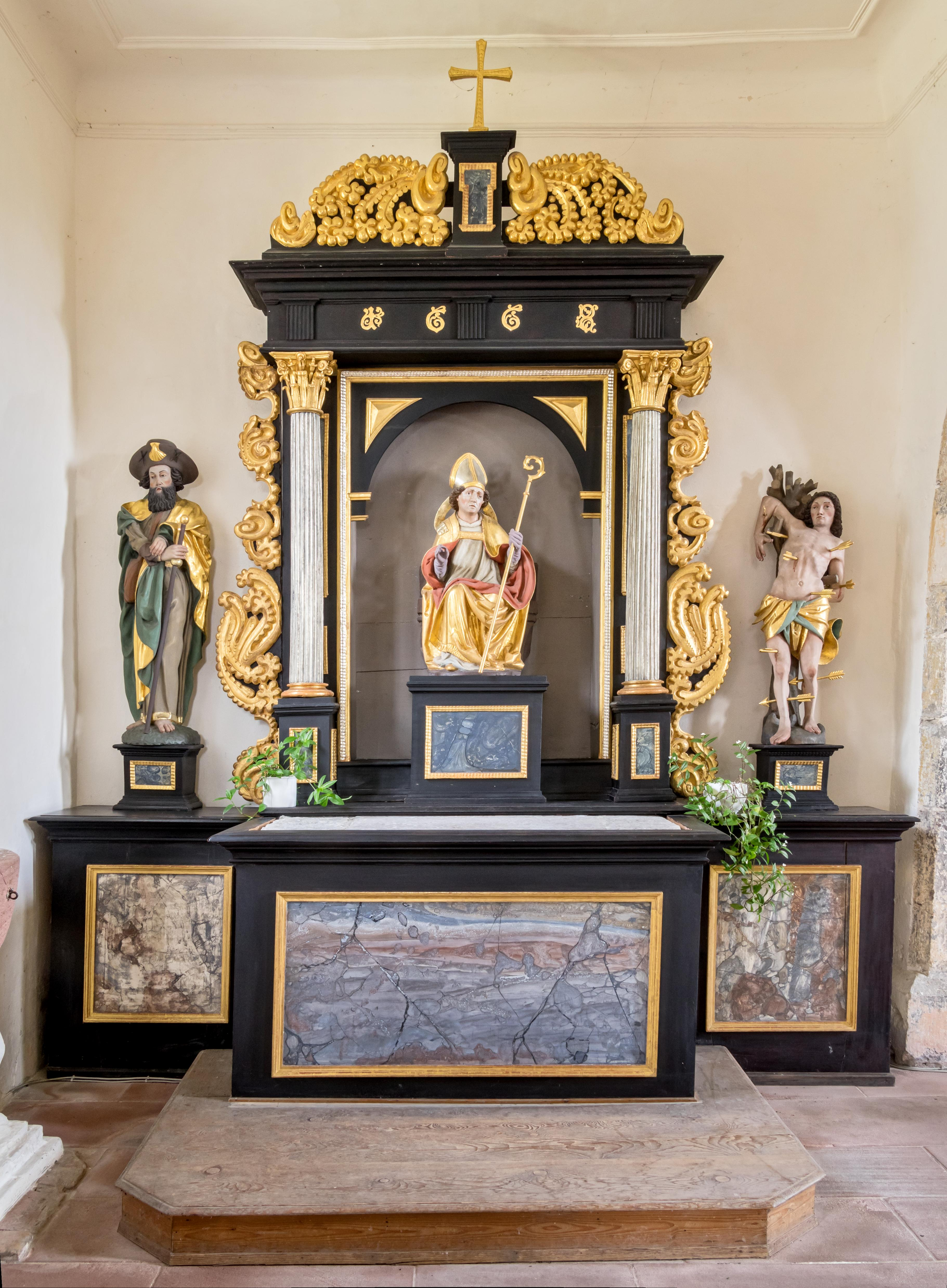
St. Apollinarisaltar
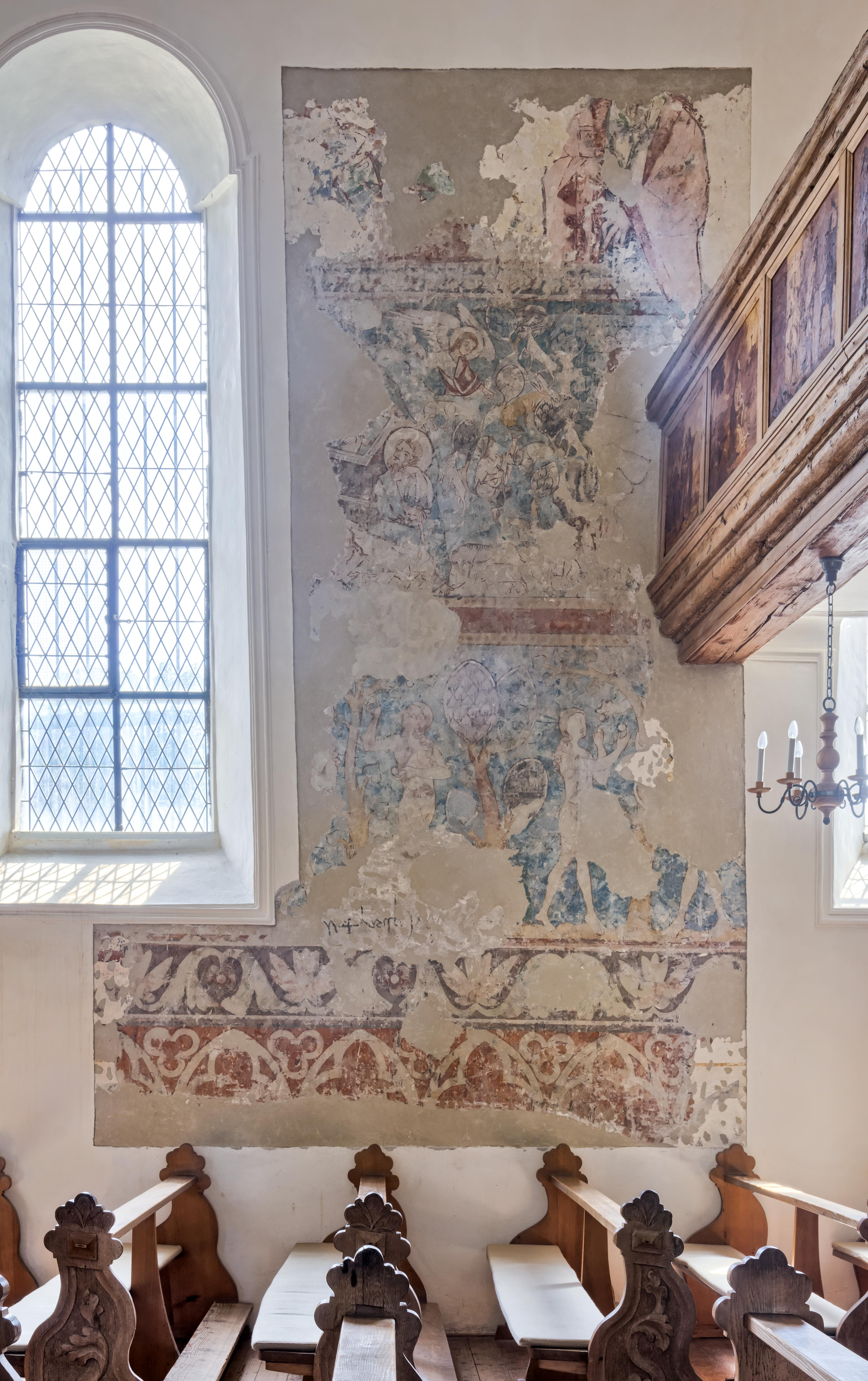
Wandgemälde an der Südseite
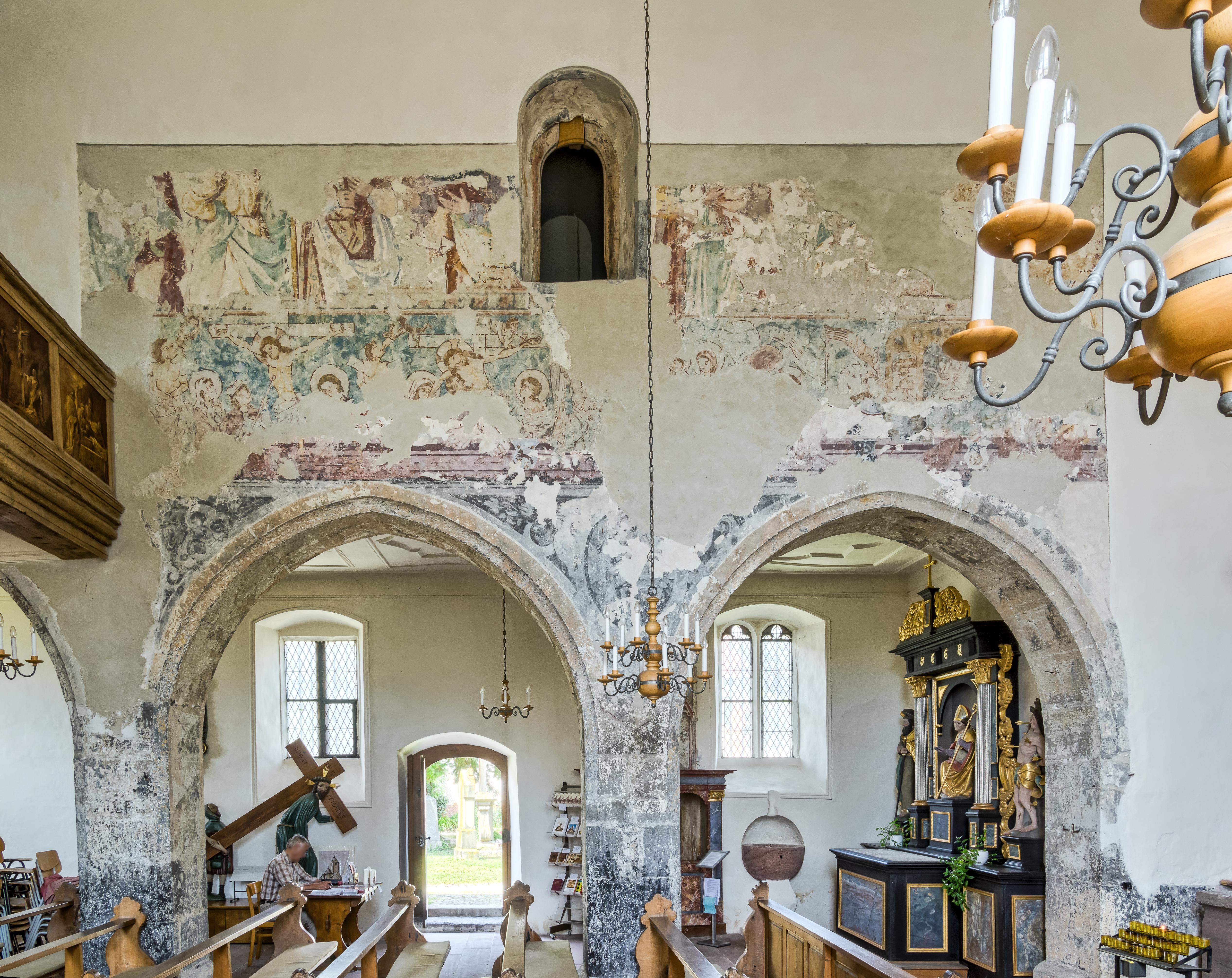
Wandgemälde an der Nordseite
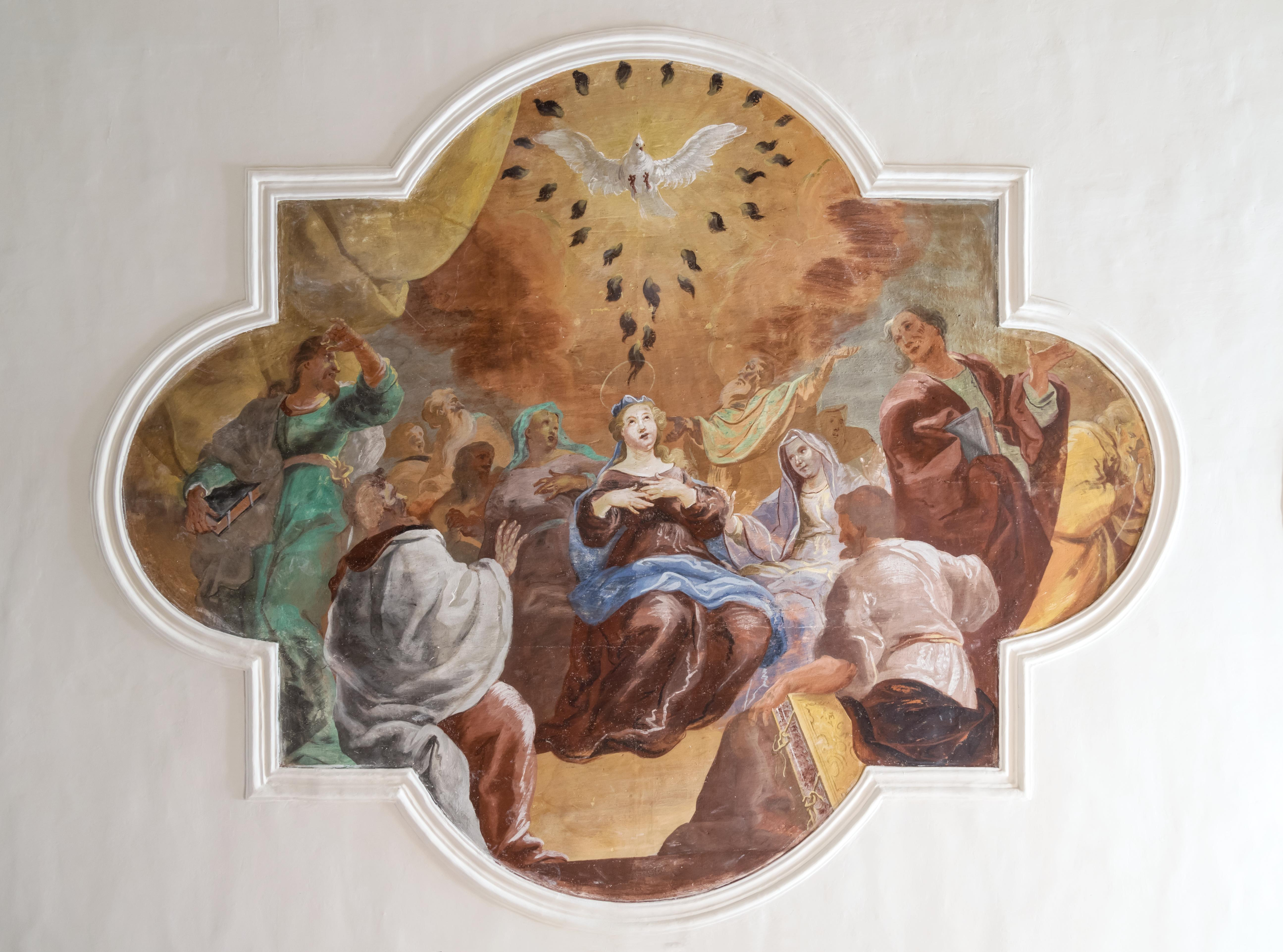
Die Ausgießung des Heiligen Geistes
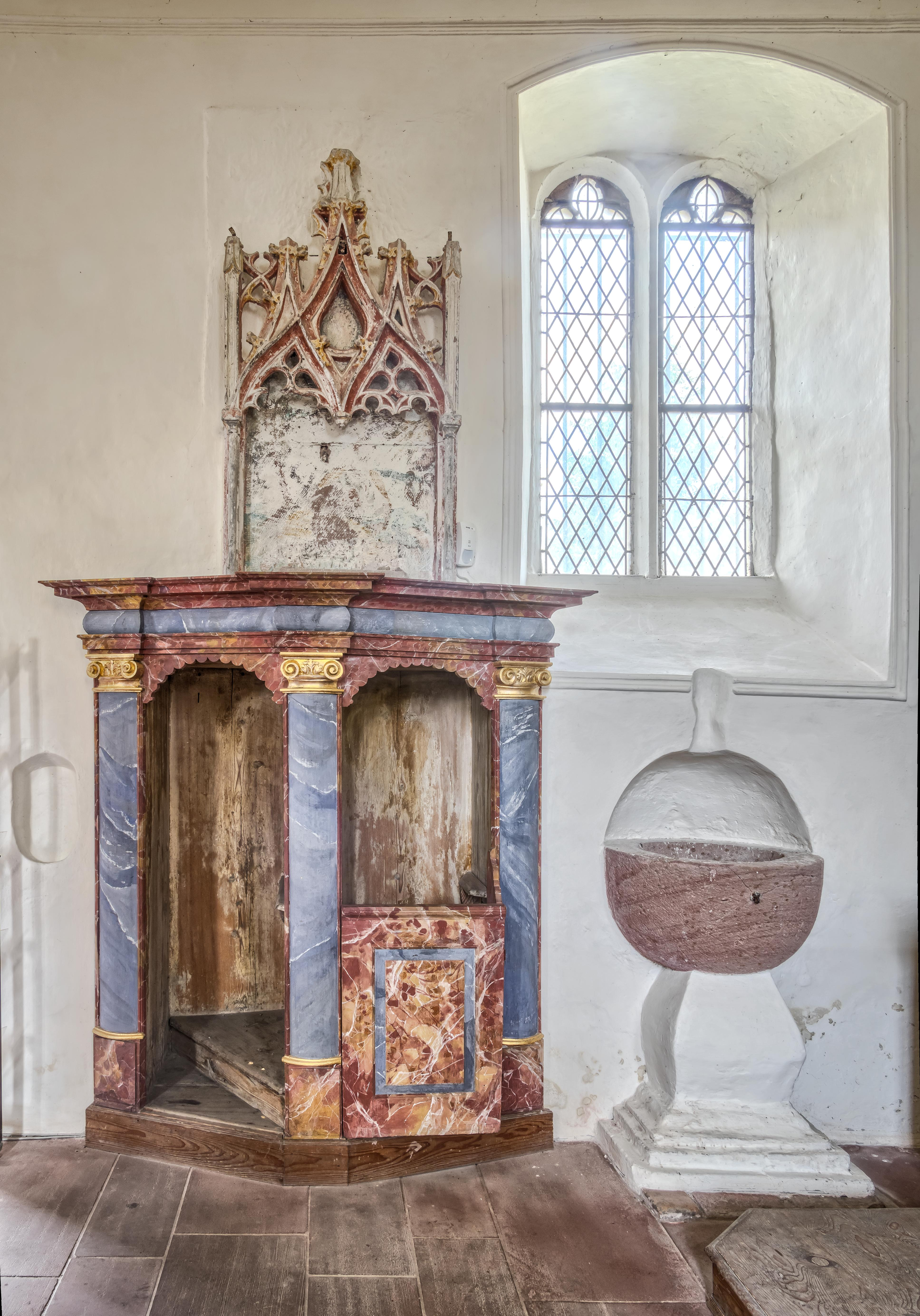
Romanischer Taufstein und barocker Beichtstuhl
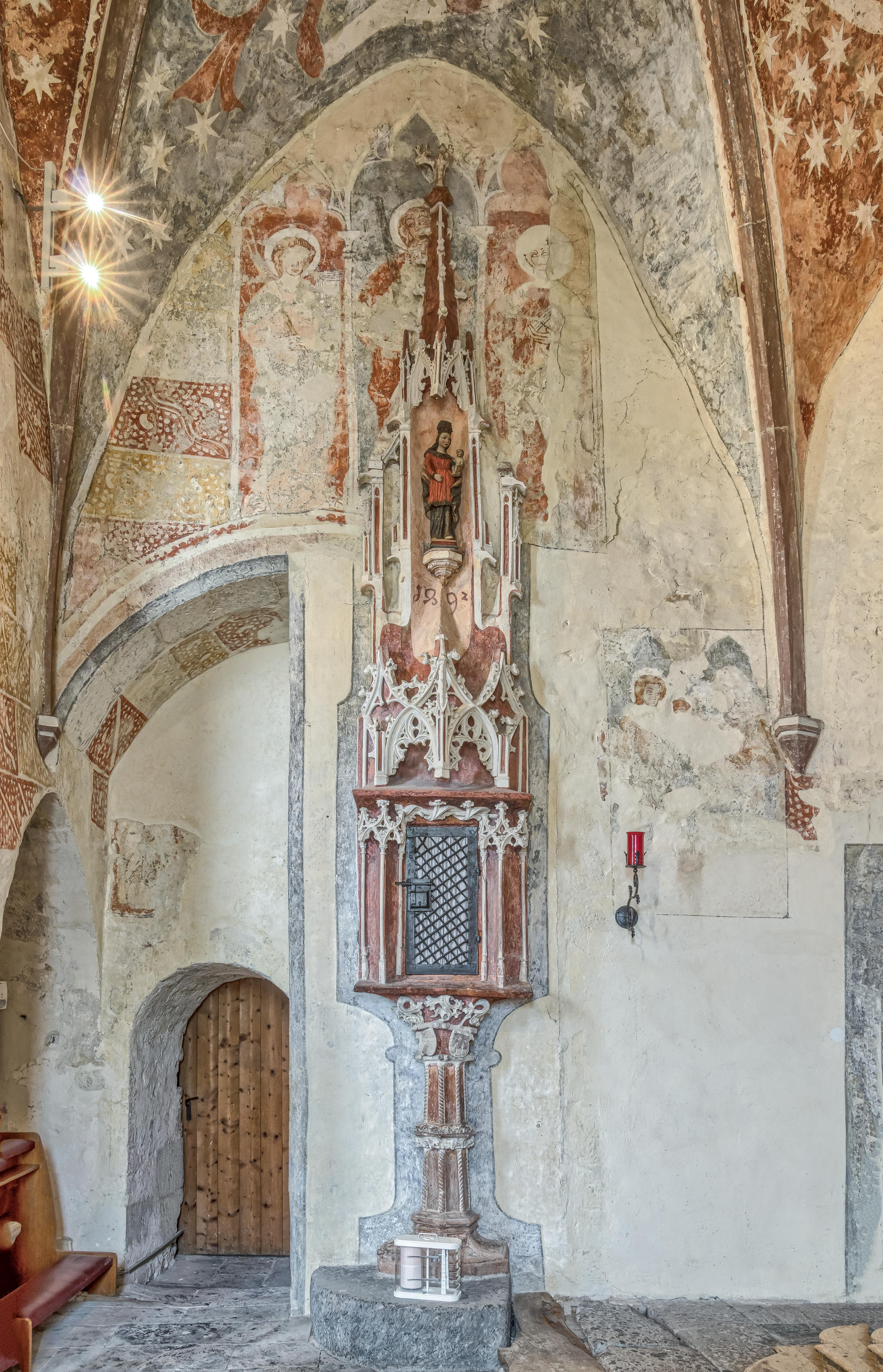
Sakramentshaus

Orgel

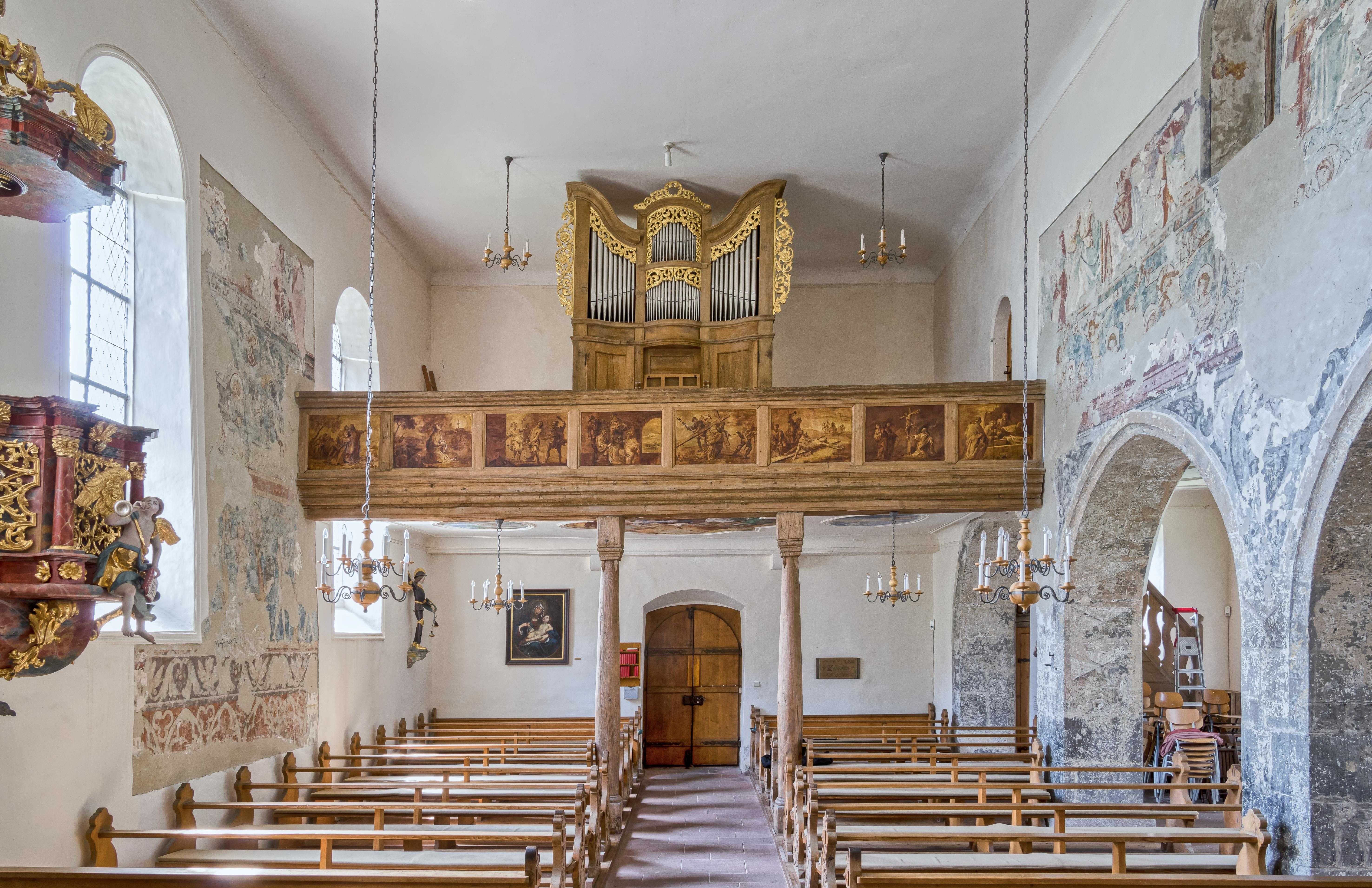
Blick zu Empore und Orgel

Die Orgel ist die älteste im Breisgau, sie wurde 1758 vom Burkheimer Orgelmacher Adrien Joseph Pottier für die Kirche St. Nikolaus in Oberrotweil geschaffen und nach 1833 nach Niederrotweil verbracht. Sie hat ein Manual mit zehn Registern und ein Pedal mit drei Registern. Die Brüstung der Orgelempore ist mit acht Bildern der Leidensgeschichte Christi von Franz Bernhard Altenburger geschmückt, die in braunen Tönen in Grisaille gemalt sind. An der Decke unter der Orgelempore sind drei Gemälde im Stuckrahmen angebracht, die Die Ausgießung des heiligen Geistes, Die Arche und das Opfer Noahs darstellen, diese Gemälde sind aber leider stark übermalt.
Glocken
Der viergiebelige Kirchturm mit aufgesetzter Laterne enthielt ursprünglich zwei historische Glocken. Im Rahmen von Sanierungsarbeiten wurde eine in der Kirchturmlaterne hängende kleine Glocke, über die aber nichts Näheres bekannt ist, auch im Glockenstuhl untergebracht. Glocke 2 heißt „Apollinarisglocke“. Die Tabelle gibt eine Übersicht über das Glockengeläut aus Bronze.
| Glocke | Gießer                                        | Gussjahr | Gewicht    | Durchmesser | Schlagton |
| ------ | --------------------------------------------- | -------- | ---------- | ----------- | --------- |
| 1      | Josef Muchenberger, Blasiwald                 | 1838     | ca. 320 kg | 800 mm      | b’±0      |
| 2      | P. u. N. Rosier (II) und P. Seurot, Levécourt | 1714     | ca. 85 kg  | 515 mm      | ges’’+6   |
| 3      | unbekannt                                     |          |            |             | es'"+8    |

Die große Glocke sorgt für den Uhrschlag der Turmuhr: sie schlägt jeweils die Zahl der vollen Stunden sowie je einmal zu jeder halben Stunde. Zifferblätter befinden sich auf zwei Seiten des Turms.